# Engelbert II (hrabia Mark)
Engelbert II (ur. ok. 1275 r., zm. 18 lipca 1328 r.) – hrabia Mark od 1308 r.

## Życiorys
Engelbert był najstarszym synem hrabiego Mark Eberharda II i Irmgardy, córki hrabiego Bergu Adolfa IV. W 1308 r. objął hrabstwo Mark po śmierci ojca. W czasie walk o tron niemiecki poparł ostatecznie Ludwika Bawarskiego. Toczył nieustanne spory z arcybiskupem Kolonii Henrykiem z Virneburga i jego sojusznikiem biskupem Münsteru Ludwikiem z Hesji – tego ostatniego hrabia wziął w niewolę w 1323 r. i wypuścił za wysokim okupem. Nadał przywileje miastu Alteny i uzyskał liczne nabytki terytorialne na terenie Westfalii. Był tymczasowym namiestnikiem Geldrii. 

## Rodzina
Engelbert 25 stycznia 1299 r. poślubił Matyldę, córkę burgrabiego Kolonii Jana z Arenbergu. Para doczekała się licznego potomstwa, w tym z pewnością:
- Adolf II (zm. 1347), następca ojca jako hrabia Mark,
- Engelbert (zm. 1369), biskup Liège, a następnie arcybiskup Kolonii,
- Eberhard (zm. 1387), hrabia Arenbergu (po matce),
- Matylda (zm. po 1346), żona Gotfryda z Sayn, hrabiego Sponheim,
- Irmgarda (zm. po 1360), żona Ottona z Lippe-Detmold,
- Katarzyna (zm. 1360), ksieni w Essen,
- Ryszarda (zm. po 1388), żona Bernarda z Lippe-Reda,
- Małgorzata (zm. 1365/1367), ksieni w Überwasser (obecnie część Münsteru).